# ستار وورز جيدي: سرفايفر
ستار وورز جيدي: سرفايفر (بالإنجليزية: Star Wars Jedi: Survivor)‏ هي لعبة أكشن مغامرات قادمة من تطوير شركة ريسباون إنترتينمنت ونشر شركة إلكترونيك آرتس وهي التتمة للعبة ستار وورز جيدي: فالين أوردر. من المقرر أن تتاح على أجهزة مايكروسوفت ويندوز، إكس بوكس سيريس إكس وسيريس إس وبلاي ستيشن 5 في 17 مارس 2023.